# ویکتور کریووی
ویکتور کریووی (رومانیایی: Victor Crivoi؛ زادهٔ ۲۵ مهٔ ۱۹۸۲) یک تنیس‌باز اهل رومانی است.